# Credera Rubbiano
Credera Rubbiano é uma comuna italiana da região da Lombardia, província de Cremona, com cerca de 1.621 habitantes. Estende-se por uma área de 14 km², tendo uma densidade populacional de 116 hab/km². Faz fronteira com Capergnanica, Casaletto Ceredano, Cavenago d'Adda (LO), Moscazzano, Ripalta Cremasca, Turano Lodigiano (LO).

## Demografia
| Variação demográfica do município entre 1861 e 2011                               |
|                                                                                   |
| Fonte: Istituto Nazionale di Statistica (ISTAT) - Elaboração gráfica da Wikipedia |